# Lista över vulkaner i Kanada
Detta är en lista över vulkaner i Kanada.
| Namn                               | Höjd (m ö.h.) | Provins/territorium       | Läge                                                | Senaste utbrott    |
| ---------------------------------- | ------------- | ------------------------- | --------------------------------------------------- | ------------------ |
| BH225 pipe                         | -             | Alberta                   | -                                                   | Yngre krita        |
| BH229 pipe                         | -             | Alberta                   | -                                                   | Yngre krita        |
| BH230 pipe                         | -             | Alberta                   | -                                                   | Paleocen           |
| BH155 pipe                         | -             | Alberta                   | -                                                   | -                  |
| BM2 pipe                           | -             | Alberta                   | -                                                   | Paleocen           |
| BM3 pipe                           | -             | Alberta                   | -                                                   | -                  |
| BM16 pipe                          | -             | Alberta                   | -                                                   | -                  |
| Dragon pipe                        | -             | Alberta                   | -                                                   | Yngre krita        |
| Kendu pipe                         | -             | Alberta                   | -                                                   | Yngre krita        |
| K1A pipe                           | -             | Alberta                   | -                                                   | Paleocen           |
| K1B pipe                           | -             | Alberta                   | -                                                   | Paleocen           |
| K14A pipe                          | -             | Alberta                   | -                                                   | Yngre krita        |
| K14B pipe                          | -             | Alberta                   | -                                                   | Yngre krita        |
| K14C pipe                          | -             | Alberta                   | -                                                   | Yngre krita        |
| K160 pipe                          | -             | Alberta                   | -                                                   | -                  |
| K2 pipe                            | -             | Alberta                   | -                                                   | Paleocen           |
| K251 pipe                          | -             | Alberta                   | -                                                   | Yngre krita        |
| K252 pipe                          | -             | Alberta                   | -                                                   | Yngre krita        |
| K296 pipe                          | -             | Alberta                   | -                                                   | -                  |
| K3 pipe                            | -             | Alberta                   | -                                                   | Paleocen           |
| K32 pipe                           | -             | Alberta                   | -                                                   | -                  |
| K300 pipe                          | -             | Alberta                   | -                                                   | -                  |
| K4A pipe                           | -             | Alberta                   | -                                                   | Yngre krita        |
| K4B pipe                           | -             | Alberta                   | -                                                   | Yngre krita        |
| K4C pipe                           | -             | Alberta                   | -                                                   | Yngre krita        |
| K5B pipe                           | -             | Alberta                   | -                                                   | Yngre krita        |
| K5A pipe                           | -             | Alberta                   | -                                                   | Yngre krita        |
| K6 pipe                            | -             | Alberta                   | -                                                   | Yngre krita        |
| K7A pipe                           | -             | Alberta                   | -                                                   | Yngre krita        |
| K7B pipe                           | -             | Alberta                   | -                                                   | Yngre krita        |
| K7C pipe                           | -             | Alberta                   | -                                                   | Yngre krita        |
| K8 pipe                            | -             | Alberta                   | -                                                   | -                  |
| K10 pipe                           | -             | Alberta                   | -                                                   | -                  |
| K11 pipe                           | -             | Alberta                   | -                                                   | Yngre krita        |
| K15 pipe                           | -             | Alberta                   | -                                                   | -                  |
| K19 pipe                           | -             | Alberta                   | -                                                   | Paleocen           |
| K91 pipe                           | -             | Alberta                   | -                                                   | Yngre krita        |
| K92 pipe                           | -             | Alberta                   | -                                                   | -                  |
| K93 pipe                           | -             | Alberta                   | -                                                   | -                  |
| K95 pipe                           | -             | Alberta                   | -                                                   | -                  |
| Legend pipe                        | -             | Alberta                   | -                                                   | Yngre krita        |
| LL8 pipe                           | -             | Alberta                   | -                                                   | Yngre krita        |
| Phoenix pipe                       | -             | Alberta                   | -                                                   | Yngre krita        |
| Valkyrie pipe                      | -             | Alberta                   | -                                                   | Yngre krita        |
| WP pipe                            | -             | Alberta                   | -                                                   | Yngre krita        |
| Xena pipe                          | -             | Alberta                   | -                                                   | Yngre krita        |
| Anahim Peak                        | 1897          | British Columbia          | 52°26′N 125°25′V / 52.44°N 125.41°V                 | Miocen             |
| Armadillo Peak                     | 2210          | British Columbia          | 57°32′N 130°33′V / 57.53°N 130.55°V                 | Miocen             |
| Ash Mountain                       | 2125          | British Columbia          | 59°16′N 130°03′V / 59.27°N 130.05°V                 | Pleistocen         |
| The Ash Pit                        | 1580          | British Columbia          | 57°27′N 130°47′V / 57.45°N 130.78°V                 | Holocen            |
| Atwell Peak                        | 2655          | British Columbia          | 49°30′N 123°20′V / 49.50°N 123.33°V                 | Pleistocen         |
| Bennett Lake Volcanic Complex      | 1500          | British Columbia          | 60°18′N 134°31′V / 60.3°N 134.52°V                  | Eocen              |
| Black Dome Mountain                | 2252          | British Columbia          | 51°11′N 122°17′V / 51.19°N 122.29°V                 | Pliocen            |
| Black Tusk                         | 2319          | British Columbia          | 49°58′N 123°02′V / 49.97°N 123.04°V                 | Pleistocen         |
| Blackfoot diatreme                 | -             | British Columbia          | 49°35′N 115°10′V / 49.58°N 115.17°V                 | -                  |
| Big Timothy Mountain               | 2455          | British Columbia          | 52°07′N 120°55′V / 52.12°N 120.91°V                 | Pleistocen         |
| Mount Boucherie                    | 758           | British Columbia          | 49°31′N 119°20′V / 49.51°N 119.34°V                 | Paleocen           |
| Bowie Seamount                     | -24           | British Columbia          | 53°18′N 135°38′V / 53.3°N 135.63°V                  | 18000 år sedan     |
| Mount Brew                         | 1757          | British Columbia          | 50°24′N 123°11′V / 50.4°N 123.19°V                  | Pleistocen         |
| Bridge River Cones                 | 2500          | British Columbia          | 50°48′N 123°24′V / 50.80°N 123.40°V                 | Holocen            |
| Buck Hill                          | 1585          | British Columbia          | 51°29′N 119°35′V / 51.48°N 119.59°V                 | Pleistocen         |
| Cache Hill                         | 2110          | British Columbia          | 57°32′N 130°40′V / 57.53°N 130.67°V                 | Holocen            |
| Mount Callaghan                    | 2409          | British Columbia          | 50°08′N 123°09′V / 50.13°N 123.15°V                 | -                  |
| Camp Hill, British Columbia        | 1880          | British Columbia          | 57°35′N 130°47′V / 57.58°N 130.78°V                 | Holocen            |
| Capricorn Mountain                 | 2551          | British Columbia          | 50°37′N 123°31′V / 50.62°N 123.52°V                 | Pleistocen         |
| Caribou Tuya                       | 1770          | British Columbia          | 59°14′N 130°34′V / 59.24°N 130.56°V                 | Pleistocen         |
| Cartoona Peak                      | 2305          | British Columbia          | 57°22′N 130°22′V / 57.36°N 130.36°V                 | Miocen             |
| The Castle                         | 798           | British Columbia          | 49°41′N 123°12′V / 49.69°N 123.2°V                  | Pleistocen         |
| Castle Rock                        | 1862          | British Columbia          | 57°50′N 131°09′V / 57.84°N 131.15°V                 | Pleistocen         |
| Cauldron Dome                      | 2233          | British Columbia          | 50°10′N 123°19′V / 50.16°N 123.32°V                 | Pleistocen         |
| Mount Cayley                       | 2377          | British Columbia          | 50°07′N 123°17′V / 50.12°N 123.28°V                 | Pleistocen         |
| Chakatah Creek Peak                | 1815          | British Columbia          | 59°15′N 131°02′V / 59.25°N 131.03°V                 | Pleistocen         |
| Chelan Seamount                    | -1459         | British Columbia          | 49°27′N 131°19′V / 49.45°N 131.32°V                 | -                  |
| Chikoida Mountain                  | 1927          | British Columbia          | 59°12′N 133°24′V / 59.2°N 133.4°V                   | Kenozoikum         |
| Cinder Cliff                       | 1800          | British Columbia          | 57°45′N 130°34′V / 57.75°N 130.57°V                 | Holocen            |
| Cinder Cone                        | 1910          | British Columbia          | 49°58′N 123°00′V / 49.97°N 123.00°V                 | Holocen            |
| Cinder Mountain                    | 300           | British Columbia          | 56°34′N 130°37′V / 56.57°N 130.61°V                 | Pleistocen         |
| Clinker Peak                       | 1992          | British Columbia          | 49°56′N 123°24′V / 49.93°N 123.4°V                  | 9000 år sedan      |
| Cindercone Peak                    | 2033          | British Columbia          | 52°28′N 125°11′V / 52.46°N 125.18°V                 | -                  |
| Clisbako Caldera Complex           | -             | British Columbia          | 52°26′N 124°24′V / 52.43°N 124.4°V                  | Eocen              |
| Cocoa Crater                       | 2123          | British Columbia          | 57°23′N 130°25′V / 57.39°N 130.42°V                 | Holocen            |
| Coffee Crater                      | 2000          | British Columbia          | 57°38′N 130°40′V / 57.63°N 130.67°V                 | Holocen            |
| Cottonwood Peak                    | 1638          | British Columbia          | 59°24′N 130°15′V / 59.40°N 130.25°V                 | Pleistocen         |
| Cracker Creek Cone                 | 1895          | British Columbia          | 59°42′N 133°24′V / 59.7°N 133.4°V                   | Holocen            |
| Cross diatreme                     | 2200          | British Columbia          | -                                                   | -                  |
| Crow Lagoon                        | 335           | British Columbia          | 54°42′N 130°14′V / 54.7°N 130.23°V                  | Holocen            |
| Dark Mountain                      | 1974          | British Columbia          | 58°38′N 129°21′V / 58.64°N 129.35°V                 | Pleistocen         |
| Dellwood Seamounts                 | -1474         | British Columbia          | 50°22′N 130°25′V / 50.37°N 130.42°V                 | -                  |
| Devastator Peak                    | 2327          | British Columbia          | 50°35′N 123°32′V / 50.59°N 123.53°V                 | Pleistocen         |
| Dome Mountain, British Columbia    | 1754          | British Columbia          | 58°27′N 129°35′V / 58.45°N 129.59°V                 | Pleistocen         |
| Mount Downton                      | 2375          | British Columbia          | 52°25′N 124°31′V / 52.42°N 124.51°V                 | Pleistocen         |
| Dragon Cone                        | 1830          | British Columbia          | 51°48′N 119°59′V / 51.8°N 119.98°V                  | Holocen            |
| Dufferin Island                    | 50            | British Columbia          | 52°13′N 128°19′V / 52.22°N 128.32°V                 | Holocen            |
| Mount Edziza                       | 2787          | British Columbia          | 57°43′N 130°38′V / 57.72°N 130.63°V                 | Pleistocen         |
| Mount Edziza volcanic complex      | 2787          | British Columbia          | 57°43′N 130°38′V / 57.72°N 130.63°V                 | Holocen            |
| Ember Ridge                        | 2348          | British Columbia          | 50°48′N 123°14′V / 50.8°N 123.23°V                  | Pliocen            |
| Enid Creek Cone                    | 1914          | British Columbia          | 58°23′N 129°31′V / 58.38°N 129.52°V                 | Pleistocen         |
| Eve Cone                           | 1702          | British Columbia          | 57°49′N 130°40′V / 57.82°N 130.67°V                 | 700 e. Kr.         |
| Exile Hill                         | 1874          | British Columbia          | 57°23′N 130°49′V / 57.38°N 130.82°V                 | Pliocen            |
| Explorer Seamount                  | -830          | British Columbia          | 49°30′N 130°29′V / 49.5°N 130.48°V                  | -                  |
| Mount Fee                          | 2162          | British Columbia          | 50°54′N 123°14′V / 50.90°N 123.24°V                 | Pleistocen         |
| Fiftytwo Ridge                     | 1866          | British Columbia          | 51°56′N 119°53′V / 51.93°N 119.89°V                 | Pleistocen         |
| Mount Fitzgerald                   | 2641          | British Columbia          | 51°19′N 126°18′V / 51.31°N 126.3°V                  | -                  |
| Flatiron, British Columbia         | 730           | British Columbia          | 51°53′N 120°30′V / 51.88°N 120.5°V                  | Pleistocen         |
| Flourmill Cone                     | 1495          | British Columbia          | 52°30′N 120°19′V / 52.5°N 120.32°V                  | Holocen            |
| Franklin Glacier Volcano           | 2252          | British Columbia          | 51°12′N 125°14′V / 51.20°N 125.24°V                 | Pliocen            |
| Gabrielse Cone                     | 1600          | British Columbia          | 59°26′N 130°28′V / 59.44°N 130.46°V                 | Holocen            |
| Gage Hill                          | 1090          | British Columbia          | 52°30′N 120°06′V / 52.5°N 120.1°V                   | Pleistocen         |
| Mount Garibaldi                    | 2678          | British Columbia          | 49°50′N 123°06′V / 49.84°N 123.1°V                  | Holocen            |
| Glacier Dome                       | 2225          | British Columbia          | 57°46′N 130°35′V / 57.77°N 130.58°V                 | Pleistocen         |
| Glacier Pikes                      | 2145          | British Columbia          | 49°53′N 122°51′V / 49.89°N 122.85°V                 | Pleistocen         |
| Graham Seamount                    | -1474         | British Columbia          | 53°08′N 134°19′V / 53.14°N 134.31°V                 | -                  |
| Grizzly Butte                      | 1412          | British Columbia          | 50°18′N 119°36′V / 50.3°N 119.6°V                   | Holocen            |
| HP diatreme                        | 2400          | British Columbia          | 51°25′N 116°34′V / 51.41°N 116.57°V                 | -                  |
| Haddington Island                  | -             | British Columbia          | 50°22′N 127°12′V / 50.36°N 127.2°V                  | Pliocen            |
| Heart Peaks                        | 2012          | British Columbia          | 58°36′N 131°58′V / 58.60°N 131.97°V                 | Pleistocen         |
| Heck Seamount                      | 1320          | British Columbia          | 48°18′N 130°06′V / 48.3°N 130.1°V                   | -                  |
| Helmet Peak, British Columbia      | 318           | British Columbia          | 52°21′N 128°21′V / 52.35°N 128.35°V                 | Holocen            |
| Hodgkins Seamount                  | -790          | British Columbia          | 53°18′N 136°30′V / 53.3°N 136.5°V                   | Pliocen            |
| Hoodoo Mountain                    | 1850          | British Columbia          | 56°47′N 131°17′V / 56.78°N 131.28°V                 | 7050 år sedan      |
| Hyalo Ridge                        | 2012          | British Columbia          | 52°07′N 120°22′V / 52.11°N 120.36°V                 | Pleistocen         |
| IGC Centre                         | 2074          | British Columbia          | 57°34′N 130°37′V / 57.56°N 130.62°V                 | Miocen             |
| Ice Peak                           | 2526          | British Columbia          | 57°42′N 130°38′V / 57.70°N 130.63°V                 | Holocen            |
| Icefall Cone                       | 2285          | British Columbia          | 57°42′N 130°36′V / 57.70°N 130.6°V                  | Holocen            |
| Ida Ridge                          | 1981          | British Columbia          | 51°48′N 119°56′V / 51.8°N 119.94°V                  | Pleistocen         |
| Ilgachuz Range                     | 2410          | British Columbia          | 52°28′N 125°11′V / 52.47°N 125.19°V                 | Pliocen            |
| Iskut-Unuk River Cones             | 1880          | British Columbia          | 56°31′N 130°20′V / 56.52°N 130.33°V                 | 1800?              |
| Isspah Butte                       | 1673          | British Columbia          | 59°24′N 131°11′V / 59.4°N 131.18°V                  | Pleistocen         |
| Itcha Mountain                     | 2290          | British Columbia          | 52°26′N 124°29′V / 52.43°N 124.49°V                 | Pleistocen         |
| Itcha Range                        | 2375          | British Columbia          | 52°25′N 124°30′V / 52.42°N 124.5°V                  | Pleistocen         |
| Jack's Jump                        | 1895          | British Columbia          | 52°07′N 120°30′V / 52.12°N 120.5°V                  | Pleistocen         |
| Mount Job                          | 2493          | British Columbia          | 50°37′N 123°33′V / 50.62°N 123.55°V                 | Pleistocen         |
| Mount Josephine                    | 1767          | British Columbia          | 59°36′N 130°42′V / 59.6°N 130.7°V                   | Pleistocen         |
| Kana Cone                          | 1100          | British Columbia          | 57°54′N 130°37′V / 57.90°N 130.62°V                 | Holocen            |
| Kawdy Mountain                     | 1936          | British Columbia          | 58°53′N 131°14′V / 58.88°N 131.23°V                 | Pleistocen         |
| Kena Cone                          | 1980          | British Columbia          | 57°36′N 130°41′V / 57.6°N 130.68°V                  | Holocen            |
| Mount Kinch                        | 2470          | British Columbia          | 51°15′N 126°06′V / 51.25°N 126.10°V                 | -                  |
| Kitasu Hill                        | 235           | British Columbia          | 52°30′N 128°44′V / 52.50°N 128.73°V                 | Holocen            |
| Klastline Cone                     | 1400          | British Columbia          | 57°47′N 130°30′V / 57.78°N 130.5°V                  | Pleistocen         |
| Klinkit Creek Peak                 | 1519          | British Columbia          | 59°28′N 131°17′V / 59.47°N 131.28°V                 | Pleistocen         |
| Klinkit Lake Peak                  | 1516          | British Columbia          | 59°29′N 131°06′V / 59.49°N 131.1°V                  | Pleistocen         |
| Kostal Cone                        | 1440          | British Columbia          | 52°10′N 119°56′V / 52.17°N 119.94°V                 | 1550 (?)           |
| Lava Fork                          | 1330          | British Columbia          | 56°25′N 130°51′V / 56.42°N 130.85°V                 | 1880 (?)           |
| Level Mountain Range               | 2190          | British Columbia          | 58°15′N 131°13′V / 58.25°N 131.21°V                 | Holocen?           |
| Lightning Peak                     | 2139          | British Columbia          | 49°53′N 118°32′V / 49.88°N 118.53°V                 | Pliocen            |
| Little Bear Mountain               | 1180          | British Columbia          | 56°48′N 131°18′V / 56.80°N 131.3°V                  | Pleistocen         |
| Little Eagle Cone                  | 1545          | British Columbia          | 58°31′N 129°43′V / 58.52°N 129.71°V                 | Pleistocen         |
| Little Ring Mountain               | 2165          | British Columbia          | 50°10′N 123°11′V / 50.16°N 123.18°V                 | Okänt              |
| Llangorse Mountain                 | 1962          | British Columbia          | 59°19′N 132°54′V / 59.32°N 132.9°V                  | Kenozoikum         |
| Lone Butte                         | 1237          | British Columbia          | 51°33′N 121°11′V / 51.55°N 121.19°V                 | Miocen             |
| Lone Cone                          | 742           | British Columbia          | 49°07′N 125°32′V / 49.12°N 125.54°V                 | -                  |
| Mount MacKenzie                    | 2143          | British Columbia          | 52°22′N 126°30′V / 52.37°N 126.5°V                  | Miocen             |
| Machmel River Cone                 | 1800          | British Columbia          | 51°31′N 126°13′V / 51.51°N 126.21°V                 | Holocen            |
| Maitland Volcano                   | 2514          | British Columbia          | 57°24′N 129°42′V / 57.4°N 129.7°V                   | Pliocen            |
| Maquinna                           | -2500         | British Columbia          | -                                                   | Holocen            |
| Mathews Tuya                       | 1676          | British Columbia          | 59°12′N 130°26′V / 59.20°N 130.43°V                 | Pleistocen         |
| McLeod Hill                        | 1284          | British Columbia          | 52°01′N 120°01′V / 52.02°N 120.01°V                 | Pleistocen         |
| Mount Meager                       | 2680          | British Columbia          | 50°38′N 123°30′V / 50.63°N 123.5°V                  | 2350 år sedan      |
| Meehaz Mountain                    | 1608          | British Columbia          | 59°06′N 131°16′V / 59.1°N 131.27°V                  | Pleistocen         |
| Meszah Peak                        | 2166          | British Columbia          | 58°29′N 131°26′V / 58.48°N 131.43°V                 | Pleistocen         |
| Moraine Cone                       | 2135          | British Columbia          | 57°46′N 130°37′V / 57.77°N 130.62°V                 | Holocen            |
| Mosquito Mound                     | 1065          | British Columbia          | 52°01′N 120°11′V / 52.02°N 120.18°V                 | Pleistocen         |
| Nahta Cone                         | 1690          | British Columbia          | 57°19′N 130°49′V / 57.32°N 130.82°V                 | Holocen            |
| Nanook Dome                        | 2710          | British Columbia          | 57°43′N 130°36′V / 57.72°N 130.6°V                  | Pleistocen         |
| Nazko Cone                         | 1230          | British Columbia          | 52°33′N 123°26′V / 52.55°N 123.44°V                 | 7200 år sedan      |
| Nuthinaw Mountain                  | 1732          | British Columbia          | 58°28′N 131°18′V / 58.47°N 131.3°V                  | Pleistocen         |
| Mount Noel                         | 2541          | British Columbia          | 50°25′N 122°31′V / 50.42°N 122.51°V                 | Miocen             |
| Opal Cone                          | 1736          | British Columbia          | 49°49′N 122°58′V / 49.82°N 122.97°V                 | 9300 år sedan      |
| Oshawa Seamount                    | 2127          | British Columbia          | 53°08′N 134°19′V / 53.14°N 134.31°V                 | -                  |
| Ospika pipe                        | 1550          | British Columbia          | 56°16′N 123°27′V / 56.27°N 123.45°V                 | -                  |
| Outcast Hill                       | 1800          | British Columbia          | 57°14′N 130°28′V / 57.23°N 130.46°V                 | Pleistocen         |
| Mount Overill                      | 2354          | British Columbia          | 51°17′N 126°42′V / 51.28°N 126.7°V                  | -                  |
| Pali Dome                          | 1767          | British Columbia          | 50°08′N 123°15′V / 50.13°N 123.25°V                 | Pleistocen         |
| Peak 1924                          | 1565          | British Columbia          | 59°24′N 130°23′V / 59.4°N 130.38°V                  | Pleistocen         |
| Peak 2050                          | 2036          | British Columbia          | 59°23′N 130°11′V / 59.39°N 130.18°V                 | Pleistocen         |
| Peak 2166                          | 2064          | British Columbia          | 59°19′N 130°35′V / 59.31°N 130.59°V                 | Pleistocen         |
| Peirce Seamount                    | -1800         | British Columbia          | 53°26′N 136°19′V / 53.44°N 136.32°V                 | -                  |
| Perkin's Pillar                    | 2430          | British Columbia          | 50°22′N 123°19′V / 50.37°N 123.31°V                 | -                  |
| Pharaoh Dome                       | 2200          | British Columbia          | 57°39′N 130°36′V / 57.65°N 130.6°V                  | Pleistocen         |
| Pillow Creek                       | 1829          | British Columbia          | 52°01′N 119°50′V / 52.02°N 119.84°V                 | Pleistocen         |
| Pillow Ridge                       | 2400          | British Columbia          | 57°46′N 130°38′V / 57.76°N 130.64°V                 | Pleistocen         |
| Plinth Peak                        | 2677          | British Columbia          | 50°38′N 123°31′V / 50.64°N 123.51°V                 | 2350 år sedan      |
| Pointed Stick Cone                 | 1820          | British Columbia          | 52°14′N 120°05′V / 52.24°N 120.08°V                 | Holocen            |
| Powder Mountain                    | 2347          | British Columbia          | 50°48′N 123°10′V / 50.8°N 123.16°V                  | -                  |
| Mount Price                        | 2052          | British Columbia          | 49°55′N 123°18′V / 49.92°N 123.3°V                  | 9000 år sedan      |
| Pylon Peak                         | 2481          | British Columbia          | 50°21′N 123°19′V / 50.35°N 123.31°V                 | Pleistocen         |
| Pyramid Dome                       | 2199          | British Columbia          | 57°46′N 130°34′V / 57.77°N 130.57°V                 | Pleistocen         |
| Pyramid Mountain, British Columbia | 1103          | British Columbia          | 51°59′N 120°06′V / 51.99°N 120.1°V                  | Pleistocen         |
| Pyroclastic Peak                   | 2349          | British Columbia          | 50°36′N 123°10′V / 50.6°N 123.17°V                  | Pleistocen         |
| Rainbow Range                      | 2495          | British Columbia          | 52°26′N 125°28′V / 52.43°N 125.46°V                 | Miocen             |
| Ray Mountain                       | 2050          | British Columbia          | 52°14′N 120°07′V / 52.24°N 120.11°V                 | Pleistocen         |
| Ridge Cone                         | 2285          | British Columbia          | 57°41′N 130°37′V / 57.68°N 130.62°V                 | Holocen            |
| Ring Mountain                      | 2192          | British Columbia          | 50°08′N 123°10′V / 50.13°N 123.17°V                 | Okänt              |
| Round Mountain                     | 1646          | British Columbia          | 49°27′N 123°06′V / 49.45°N 123.1°V                  | Pleistocen         |
| Ruby Mountain                      | 1895          | British Columbia          | 59°41′N 123°20′V / 59.68°N 123.33°V                 | 1898?              |
| Satah Mountain                     | 1921          | British Columbia          | 52°17′N 124°25′V / 52.28°N 124.41°V                 | Okänt              |
| The Saucer                         | 1920          | British Columbia          | 57°38′N 130°38′V / 57.63°N 130.63°V                 | Holocen            |
| Seminole Seamount                  | -1653         | British Columbia          | 49°28′N 129°30′V / 49.46°N 129.5°V                  | -                  |
| Sezill Volcano                     | 2050          | British Columbia          | 57°35′N 130°37′V / 57.59°N 130.62°V                 | Miocen             |
| Sham Hill                          | 60            | British Columbia          | 50°54′N 123°31′V / 50.9°N 123.52°V                  | Pleistocen         |
| Sidas Cone                         | 1540          | British Columbia          | 57°52′N 130°38′V / 57.87°N 130.63°V                 | Holocen            |
| Mount Silverthrone                 | 3160          | British Columbia          | 51°19′N 126°36′V / 51.31°N 126.6°V                  | Okänt              |
| Silverthrone Caldera               | 3160          | British Columbia          | 51°16′N 126°11′V / 51.26°N 126.18°V                 | Okänt              |
| Skoatl Point                       | 1640          | British Columbia          | 51°54′N 120°15′V / 51.9°N 120.25°V                  | -                  |
| Slag Hill                          | 2088          | British Columbia          | 50°11′N 123°18′V / 50.19°N 123.3°V                  | Pleistocen         |
| Sleet Cone                         | 1783          | British Columbia          | 57°47′N 130°33′V / 57.78°N 130.55°V                 | Holocen            |
| Mount Somolenko                    | 2658          | British Columbia          | 51°17′N 126°36′V / 51.28°N 126.6°V                  | -                  |
| Source Hill                        | 1630          | British Columbia          | 57°17′N 130°49′V / 57.28°N 130.82°V                 | Pleistocen         |
| South Tuya                         | 1829          | British Columbia          | 59°12′N 130°30′V / 59.2°N 130.5°V                   | Pleistocen         |
| Spanish Bonk                       | 1770          | British Columbia          | 52°08′N 120°22′V / 52.13°N 120.37°V                 | Pleistocen         |
| Spanish Lake Centre                | 1770          | British Columbia          | 52°04′N 120°19′V / 52.07°N 120.31°V                 | Holocen            |
| Spanish Mump                       | 1800          | British Columbia          | 52°10′N 120°20′V / 52.16°N 120.33°V                 | Pleistocen         |
| Spectrum Range                     | 2430          | British Columbia          | 57°16′N 130°25′V / 57.26°N 130.41°V                 | Okänt              |
| The Sphinx                         | 1525          | British Columbia          | 49°56′N 122°51′V / 49.93°N 122.85°V                 | Pleistocen         |
| Sphinx Dome                        | 2380          | British Columbia          | 57°45′N 130°35′V / 57.75°N 130.58°V                 | Pleistocen         |
| Stirni Seamount                    | -1710         | British Columbia          | 49°48′N 132°11′V / 49.8°N 132.18°V                  | -                  |
| Stockton Hill                      | 1574          | British Columbia          | 51°06′N 120°20′V / 51.10°N 120.33°V                 | -                  |
| Storm Cone                         | 2135          | British Columbia          | 57°46′N 130°38′V / 57.77°N 130.63°V                 | Holocen            |
| The Table                          | 1645          | British Columbia          | 49°54′N 123°12′V / 49.9°N 123.2°V                   | Pleistocen         |
| Tadeda Peak                        | 2194          | British Columbia          | 57°32′N 130°37′V / 57.54°N 130.61°V                 | Miocen             |
| Tadekho Hill                       | 1860          | British Columbia          | 57°21′N 130°47′V / 57.35°N 130.78°V                 | Pleistocen         |
| Tennena Cone                       | 2350          | British Columbia          | 57°41′N 130°40′V / 57.68°N 130.67°V                 | Holocen            |
| The Thumb                          | 1854          | British Columbia          | 56°10′N 126°42′V / 56.16°N 126.7°V                  | Okänt              |
| Toozaza Peak                       | 2182          | British Columbia          | 59°30′N 130°18′V / 59.50°N 130.3°V                  | Pleistocen         |
| Tow Hill                           | 125           | British Columbia          | 54°24′N 131°28′V / 54.4°N 131.47°V                  | Pliocen            |
| Triangle Dome                      | 2680          | British Columbia          | 57°43′N 130°39′V / 57.72°N 130.65°V                 | Pleistocen         |
| Triplex Cone                       | 1785          | British Columbia          | 57°48′N 130°37′V / 57.80°N 130.62°V                 | Holocen            |
| Tseax Cone                         | 600           | British Columbia          | 55°07′N 126°54′V / 55.12°N 126.9°V                  | 1750-1775          |
| Tsekone Ridge                      | 1920          | British Columbia          | 57°46′N 130°41′V / 57.77°N 130.69°V                 | Pleistocen         |
| Tuber Hill                         | 2500          | British Columbia          | 50°56′N 123°26′V / 50.93°N 123.44°V                 | Pleistocen         |
| Tucker Seamount                    | -1242         | British Columbia          | 49°30′N 133°18′V / 49.5°N 133.3°V                   | -                  |
| Tutsingale Mountain                | 1722          | British Columbia          | 58°47′N 130°52′V / 58.78°N 130.87°V                 | Pleistocen         |
| Tuya Butte                         | 1685          | British Columbia          | 59°08′N 130°33′V / 59.13°N 130.55°V                 | Pleistocen         |
| Tuzo Wilson Seamounts              | -1410         | British Columbia          | 51°24′N 130°54′V / 51.4°N 130.9°V                   | Holocen            |
| Twin Cone                          | 1430          | British Columbia          | 57°42′N 130°38′V / 57.70°N 130.64°V                 | Holocen            |
| Union Seamount                     | -293          | British Columbia          | 49°21′N 132°27′V / 49.35°N 132.45°V                 | -                  |
| Victoria Peak                      | 2163          | British Columbia          | 50°18′N 126°36′V / 50.3°N 126.6°V                   | -                  |
| Volcanic Creek Cone                | 1600          | British Columbia          | 59°45′N 133°27′V / 59.75°N 133.45°V                 | Holocen            |
| Vulcan's Thumb                     | 2290          | British Columbia          | 50°07′N 123°17′V / 50.11°N 123.29°V                 | Pleistocen         |
| Warden Peak                        | 1970          | British Columbia          | 50°18′N 126°30′V / 50.3°N 126.5°V                   | -                  |
| Watts Point volcanic centre        | 240           | British Columbia          | 49°39′N 123°13′V / 49.65°N 123.21°V                 | Pleistocen         |
| Wetalth Ridge                      | 1830          | British Columbia          | 57°19′N 130°47′V / 57.32°N 130.78°V                 | Pleistocen         |
| White Creek Cone                   | 1712          | British Columbia          | 52°33′N 124°50′V / 52.55°N 124.84°V                 | Pleistocen         |
| White Horse Bluff                  | 200           | British Columbia          | 51°54′N 120°07′V / 51.90°N 120.11°V                 | Pleistocen         |
| Williams Cone                      | 2080          | British Columbia          | 57°47′N 130°36′V / 57.78°N 130.6°V                  | 1350 år sedan      |
| Yeda Peak                          | 2263          | British Columbia          | 57°23′N 130°41′V / 57.38°N 130.68°V                 | Pliocen            |
| Heather                            | -             | Manitoba                  | -                                                   | -                  |
| Marj                               | -             | Manitoba                  | -                                                   | Holocen            |
| Mary                               | -             | Manitoba                  | -                                                   | -                  |
| Terr                               | -             | Manitoba                  | -                                                   | -                  |
| Terry                              | -             | Manitoba                  | -                                                   | Holocen            |
| Tetroe                             | -             | Manitoba                  | -                                                   | Holocen            |
| Wen                                | -             | Manitoba                  | -                                                   | -                  |
| Mount Pleasant Caldera             | -             | New Brunswick             | 45°44′16″N 67°19′50″V / 45.73778°N 67.33056°V       | Yngre devon        |
| Sugarloaf Mountain                 | 305           | New Brunswick             | 47°59′21.9″N 66°41′15.4″V / 47.989417°N 66.687611°V | Yngre devon        |
| Flowers River caldera complex      | -             | Newfoundland and Labrador | -                                                   | -                  |
| Fogo Seamounts                     | -             | Newfoundland and Labrador | -                                                   | Krita              |
| Newfoundland Seamounts             | -             | Newfoundland and Labrador | -                                                   | Krita              |
| Springdale Caldera                 | -             | Newfoundland and Labrador | -                                                   | Tidig Silur        |
| Aristifats Diatreme                | -             | Northwest Territories     | -                                                   | Paleoproterozoikum |
| Artemisia pipe                     | -             | Northwest Territories     | -                                                   | -                  |
| Back River volcanic complex        | -             | Northwest Territories     | -                                                   | Arkeikum           |
| Gahcho Kué kimberlite pipes        | -             | Northwest Territories     | -                                                   | Kambrium           |
| Jericho pipe                       | -             | Northwest Territories     | -                                                   | -                  |
| Kam Group                          | -             | Northwest Territories     | -                                                   | Arkeikum           |
| Misery Kimberlite Complex          | -             | Northwest Territories     | -                                                   | Paleogen           |
| Mountain Diatreme                  | -             | Northwest Territories     | -                                                   | -                  |
| Ellesmere Island Volcanics         | -             | Nunavut                   | -                                                   | Yngre krita        |
| Elwin Bay diatreme                 | -             | Nunavut                   | -                                                   | -                  |
| JD-03 pipe                         | -             | Nunavut                   | -                                                   | -                  |
| Strand Fiord Formation             | -             | Nunavut                   | -                                                   | Yngre krita        |
| Sturgeon Lake Caldera              | -             | Ontario                   | 49°52′13″N 91°00′10″V / 49.87028°N 91.00278°V       | Neoarkeikum        |
| Manitou Islands                    | -             | Ontario                   | -                                                   | -                  |
| Callander Bay                      | -             | Ontario                   | -                                                   | -                  |
| Blake River Megacaldera Complex    | -             | Ontario                   | -                                                   | Neoarkeikum        |
| Misema Caldera                     | -             | Ontario                   | -                                                   | Neoarkeikum        |
| Lake Timiskaming kimberlite field  | -             | Ontario                   | -                                                   | Jura               |
| Deadhorse Creek diatreme complex   | -             | Ontario                   | -                                                   | -                  |
| Kirkland Lake kimberlite field     | -             | Ontario                   | -                                                   | Jura               |
| Vulkaniska komplexet Lac des Vents | -             | Québec                    | -                                                   | -                  |
| Blake River-megacalderakomplexet   | -             | Québec                    | -                                                   | Neoarkeikum        |
| New Senator-calderan               | -             | Québec                    | -                                                   | Neoarkeikum        |
| Noranda-calderan                   | -             | Québec                    | -                                                   | Neoarkeikum        |
| Misema-calderan                    | -             | Québec                    | -                                                   | Neoarkeikum        |
| Timiskamingsjöns kimberlitfält     | -             | Québec                    | -                                                   | Jura               |
| Fort à la Corne kimberlite field   | -             | Saskatchewan              | -                                                   | Krita              |
| Alligator Lake Volcanic Complex    | 2217          | Yukon                     | 60°25′N 135°25′V / 60.42°N 135.42°V                 | Okänt              |
| Bennett Lake Volcanic Complex      | 1500          | Yukon                     | 60°18′N 134°31′V / 60.3°N 134.52°V                  | Eocen              |
| Felsite Peak                       | 2530          | Yukon                     | 60°40′N 138°14′V / 60.67°N 138.23°V                 | Pliocen            |
| Mount Harper, Yukon                | 1845          | Yukon                     | 64°24′N 139°31′V / 64.40°N 139.52°V                 | Proterozoikum      |
| Ibex Mountain                      | 2108          | Yukon                     | 60°32′N 135°31′V / 60.53°N 135.52°V                 | Pleistocen         |
| Mount McNeil                       | 2300          | Yukon                     | 60°48′N 135°16′V / 60.8°N 135.26°V                  | Tertiär            |
| Montana Mountain                   | 2205          | Yukon                     | 60°18′N 134°25′V / 60.3°N 134.41°V                  | Yngre krita        |
| Mount Skukum Volcanic Complex      | 2382          | Yukon                     | 60°07′N 135°17′V / 60.11°N 135.29°V                 | Eocen              |
| Mount Nansen                       | 1827          | Yukon                     | 62°36′N 137°11′V / 62.6°N 137.18°V                  | Yngre krita        |
| Ne Ch'e Ddhawa                     | 712           | Yukon                     | 62°45′N 137°16′V / 62.75°N 137.27°V                 | Pleistocen         |
| Rabbit Mountain                    | 2090          | Yukon                     | 61°53′N 140°58′V / 61.88°N 140.96°V                 | Pliocen            |
| Volcano Mountain                   | 1239          | Yukon                     | 62°56′N 137°22′V / 62.93°N 137.37°V                 | Holocen            |